# ديك كيلي
ديك كيلي (بالإنجليزية: Dick Kelley)‏ هو لاعب كرة قاعدة أمريكي، ولد في 8 يناير 1940 في Brighton, Boston ‏ في الولايات المتحدة، وتوفي في 11 ديسمبر 1991 في Northridge, Los Angeles ‏ في الولايات المتحدة.

## وصلات خارجية
- ديك كيلي على موقع دوري كرة القاعدة الرئيسي (الإنجليزية)
- ديك كيلي على موقعبيزبول رفرنس.كوم (الدوري الرئيسي) (الإنجليزية)
- ديك كيلي على موقعبيزبول رفرنس.كوم (الدوري الثانوي) (الإنجليزية)
- ديك كيلي على موقع جمعية أبحاث البيسبول الأمريكية (الإنجليزية)